# Resolutie 579 Veiligheidsraad Verenigde Naties
Resolutie 579 van de Veiligheidsraad van de Verenigde Naties werd unaniem aangenomen op 18 december 1985.

## Achtergrond
Op 9 december had de Algemene Vergadering van de Verenigde Naties unaniem elke vorm van terrorisme veroordeeld. Op 18 december deed de Veiligheidsraad hetzelfde.

## Inhoud
De Veiligheidsraad:
- Is ontstemd over gijzelingen en ontvoeringen van lange duur en met doden.
- Overweegt dat gijzeling en ontvoering ernstige zaken zijn voor de internationale gemeenschap, de rechten van de slachtoffers en vriendschappelijke relaties en de samenwerking tussen landen.
- Herinnert aan de verklaring van zijn voorzitter die alle daden van terrorisme, waaronder gijzeling, veroordeelde.
- Herinnert aan resolutie 40/61 van de Algemene Vergadering.
- Denkt aan het Internationaal verdrag tegen het nemen van gijzelaars, het Verdrag inzake de voorkoming en bestraffing van misdrijven tegen internationaal beschermde personen, met inbegrip van diplomaten, het Verdrag ter bestrijding van onrechtmatige daden gericht tegen de veiligheid van de burgerluchtvaart, het Verdrag ter bestrijding van het wederrechtelijk in zijn macht brengen van luchtvaartuigen en andere relevante verdragen.

1. Veroordeelt alle gijzelnemingen en ontvoeringen.
2. Roept op tot de vrijlating van alle gijzelaars en ontvoerden ongeacht waar en door wie ze worden vastgehouden.
3. Bevestigt de verplichting van alle landen waar personen worden vastgehouden om maatregelen te nemen tot hun vrijlating en het voorkomen van gijzelingen en ontvoeringen in de toekomst.
4. Doet een oproep aan alle landen die het nog niet zijn om deel te nemen aan de (vier bovenstaande) verdragen.
5. Dringt aan op verdere internationale samenwerking aan maatregelen ter voorkoming, vervolging en bestraffing van gijzelneming, ontvoering en internationaal terrorisme.

## Verwante resoluties
- Resolutie 618 Veiligheidsraad Verenigde Naties (1988)
- Resolutie 638 Veiligheidsraad Verenigde Naties (1989)

Lijst ·  560 ·  561 ·  562 ·  563 ·  564 ·  565 ·  566 ·  567 ·  568 ·  569 ·  570 ·  571 ·  572 ·  573 ·  574 ·  575 ·  576 ·  577 ·  578 ·  579 ·  580